# Dosaggio radioimmunologico
La tecnica del dosaggio radioimmunologico, nota comunemente come RIA (dall'inglese Radio Immuno Assay), è una tecnica di laboratorio utilizzata per dosare qualsiasi composto immunogenico disponibile in forma pura e marcabile radioattivamente. Possiede un'elevata sensibilità (ordine dei pg/mL), elevata specificità, elevata precisione.
Presenta alcuni svantaggi come il costo elevato per apparecchiatura e reagenti, durata dei reagenti e pericoli radiologici collegati all'uso dei reagenti radioattivi.
La sua invenzione valse nel 1977 il premio Nobel per la medicina a Rosalyn Yalow.

## Applicazioni
La tecnica del dosaggio radioimmunologico è comune in vari ambiti clinici: diagnosi del diabete (dosaggio insulina), dell'ipertensione, di patologie correlate a disfunzioni tiroidee e dell'ormone della crescita, dosaggio nel sangue di sostanze stupefacenti o applicazioni forensi (antidoping).

## La metodica
Gli elementi chiave del saggio sono: l'anticorpo (Ab, di classe IgG) specifico per l'antigene da determinare (Ag), il campione contenente l'Ag e l'Ag marcato radioattivamente (Ag*) in forma pura (di solito si utilizza nella marcatura lo iodio-125, una volta si usava il trizio).
Esistono 3 tipi di RIA:

### Dosaggio per competizione di legame o spiazzamento
Si esegue una prima reazione per la formazione del complesso Ag*Ab :
Ag* + Ab → Ag*Ab
Si esegue poi la seconda reazione di spiazzamento dell'antigene marcato (l'anticorpo non "distingue" fra antigene marcato e non) utilizzando come antigene "freddo" il campione stesso da misurare:
Ag*Ab + Ag → Ag*Ab + AgAb

### Dosaggio all'equilibrio
È il tipo più comune. In questo caso antigene marcato e non marcato sono incubati simultaneamente.

### Dosaggio sequenziale
Si esegue dapprima la reazione fra anticorpo in eccesso ed antigene non marcato; poi si saturano i siti anticorpali rimasti liberi con l'antigene marcato.

## Interpretazione del risultato e curva di taratura
In tutti i metodi, maggiore è la concentrazione di antigene non radioattivo, minore sarà la quantità di Antigene marcato radioattivo legato all'anticorpo. Per interpretare questo dato si usa un'apposita curva di taratura che è prodotta addizionando quantità note e crescenti di antigene freddo alla miscela all'equilibrio con l'antigene marcato. La curva mostra ovviamente un andamento discendente della frazione legata all'aumentare della concentrazione dell'antigene "freddo". Al valore della curva è poi sottratto un "bianco" che rappresenta il legame non specifico dell'isotopo radioattivo contenuto nella frazione legata. Il valore di concentrazione dell'antigene nel campione da misurare si ottiene per interpolazione del valore di radioattività misurato con questa curva.
La presenza di un "bianco" nella frazione legata è secondaria a vari fattori:
- non perfetta separazione fra frazione legata e libera per intrappolamento meccanico da parte di quest'ultima nella prima. Lavando il precipitato questo errore si riduce.
- adsorbimento dell'isotopo radioattivo sulle pareti della provetta.
- caratteristiche chimico-fisiche simili fra frazione libera e legata.
- presenza di sostanza estranee contaminanti marcate.
- separazione imprecisa delle due frazioni.

La capacità legante massima è pari alla quantità di antigene marcato legato in assenza di antigene "freddo". Di solito nei dosaggi il range di valori in cui l'esame è valutabile è fra il 25% e il 75% di questo valore. Conteggi riferibili infatti a concentrazioni fuori da questo range non sono valutabili in quanto molto influenzati dal caso. Valori troppo alti infatti potrebbero non legarsi adeguatamente all'anticorpo e valori troppo bassi potrebbero essere difficili da rilevare.

## Metodiche di separazione della frazione legata
La metodica di separazione ideale dovrebbe essere "netta" nel separare le due fasi (legata e non), semplice, non costosa, rapida, non interferire con la reazione antigene-anticorpo e non essere influenzata da sostanze estranee. Nessun metodo soddisfa appieno tutti questi requisiti, ma esistono comunque parecchie alternative; oltre alla separazione mediante cromatografia su colonna fatta più di rado (la frazione legata "migra" più velocemente e la centrifugazione si può usare per rendere più rapido e automatizzato questo processo).

### Precipitazione degli immunocomplessi con sali e/o solventi
Tali sostanze (polietilenglicole, etanolo, solfato di ammonio) rendono insolubili i complessi antigene-anticorpo se aggiunti alla miscela di reazione "spiazzando" via le molecole d'acqua di solvatazione di tali complessi. La quantità da utilizzare di queste sostanze varia a seconda della composizione dell'ambiente in cui agiscono ed è determinata mediante apposite curve create usando miscele crescenti di sostanza separatrice con o senza l'anticorpo. È possibile utilizzare anche una centrifuga per velocizzare il processo. La quantità di sostanza aggiunta viene poi scelta in modo da essere il più selettiva possibile nel separare le 2 fasi. Il metodo è semplice ed economico, ma ha come svantaggi il fatto di non essere specifico e di essere influenzato da variabili come il pH, la temperatura e la concentrazione delle varie componenti della miscela di reazione.

### Immunoprecipitazione mediante secondo anticorpo (tecnica del doppio anticorpo)
Consiste nel far precipitare il complesso antigene-anticorpo da rilevare mediante l'aggiunta di un'adeguata quantità di anticorpo diretto contro tale complesso (di solito contro la catena Fc del primo anticorpo). È possibile eseguire sia una pre-precipitazione (formo il complesso prima di farlo reagire con gli antigeni), sia una post-precipitazione (aggiungo il secondo anticorpo dopo aver aggiunto gli antigeni). La prima tecnica ha un vantaggio dovuto al fatto che la precipitazione dell'immunocomplesso non è influenzata da sostanze estranee presenti nel siero del paziente, ma è però meno sensibile rispetto alla seconda per interferenza del secondo anticorpo nella reazione di agglutinazione dell'antigene e richiede una maggior quantità dell'anticorpo stesso. Questo metodo ha come vantaggi l'essere specifico, l'essere utilizzabile in molte reazioni RIA oltre che l'essere abbastanza indipendente da fattori ambientali come pH e temperatura. Ha come svantaggi un costo e una complessità maggiori (più passaggi e più reagenti impiegati), la possibilità di cross-reazione del secondo anticorpo con le Ig del siero e un maggior tempo per ottenere il risultato (riducibile da giorni a minuti combinando in soluzione anche solventi come il polietilenglicole)

### Adsorbimento non specifico dell'antigene
Il carbone e il carbone-destrano possono essere usati nella separazione della frazione legata quando le due frazioni hanno dimensioni e carica elettrica molto diverse in quanto l'adsorbimento di molecole di maggiori dimensioni e carica sulla sua superficie è favorito rispetto a quelle piccole e con poca carica. Questo metodo non è quindi adatto in reazioni dove gli antigeni sono grosse molecole già di per sé, o se si tratta di virus. La centrifugazione anche in questo caso può velocizzare il processo. Altri adsorbenti utilizzabili sono le resine a scambio ionico, la silice, l'idrossiapatite e il talco. La concentrazione ottimale di carbone da usare nelle reazioni è anche in questo caso determinata tramite apposite curve eseguite usando campioni con e senza anticorpo a dosi crescenti di separatore. Questa tecnica ha i vantaggi di richiedere un unico passaggio, di essere rapida, poco costosa e riproducibile. È usata unicamente nel dosaggio di apteni e molecole piccole per le caratteristiche descritte prima. Come svantaggi ha il fatto che variazioni nella concentrazione di proteine, pH, forza ionica, tempo di reazione e temperatura influenzano la separazione (necessità di standardizzazione del processo) e la possibilità di alcuni antigeni di staccarsi dall'immunocomplesso, specie con Ig di affinità inferiore.

### Adsorbimento dell'anticorpo su fase solida
Gli anticorpi vengono fatti aderire alla fase solida lasciandole a contatto con essa per alcune ore e successivamente lavandole. Il sito di contatto non deve ovviamente interferire con la reazione antigene-anticorpo e la reazione RIA avviene fra l'antigene marcato e non che competono per i siti anticorpali liberi. Il processo di adesione, che avviene tramite legami idrofobici, è influenzato dal Ph (basico, da 8,5 a 10 preferibilmente), dalla forza ionica, dal tempo di contatto e dalla concentrazione di Ig nella soluzione (troppe Ig adese alle provette inoltre possono influire sul legame dell'antigene mediante ingombro sterico). Si può usare anche la glutaraldeide in alcuni casi per rendere più stabile il legame nelle provette e queste vanno conservate a 4 °C. Oltre alla parete di plastica delle provette, le Ig possono anche aderire a grani di sepharosio, dischi di carta, vetro o cellulosa attivata al bromuro di cianogeno (che reagisce coi gruppi amminici delle Ig legandole al supporto), particelle o magnetizzata con magnetite che consente mediante un opportuno campo magnetico la loro separazione dalla frazione libera. Un'altra tecnica consiste nell'adsorbire un secondo anticorpo alle provette a cui poi aggiungere il primario prima della reazione; questo consente di aumentare i siti disponibili per l'antigene. Il principale vantaggio di queste tecniche consiste nella facile separazione fra le due frazioni. Gli svantaggi sono la necessità di maggiori quantità di anticorpo e la complessità delle reazioni di adsorbimento, oltre al fatto che la procedura limita i siti di contatto per l'antigene. Inoltre la cinetica di reazione anticorpale è più lenta in quanto gli antigeni devono per forza entrare in contatto con la fase solida per reagire.

### Separazione mediante proteina A
La proteina A è una sostanza prodotta dallo Staphylococcus aureus in grado di legare la porzione Fc (invariante) delle IgG dei mammiferi. Può essere quindi usata in alternativa al doppio anticorpo nei dosaggi RIA. La metodica di separazione è rapida, non è richiesto un periodo di incubazione ed è sufficiente centrifugare la provetta per separare le due fasi.